# Список Героев Советского Союза (Северная Осетия)
Список Героев Советского Союза Северной Осетии (родившихся или живших в республике).

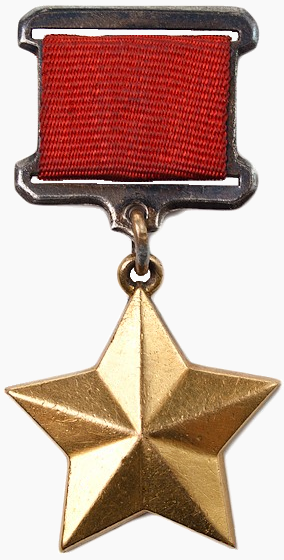
Медаль «Золотая Звезда» — вручалась Героям Советского Союза

## А
- Абаев, Ахсарбек Магометович
- Ахсаров, Энвер Бимболатович

## Б
- Батышев, Сергей Яковлевич
- Бзаров, Георгий Николаевич
- Бзыков, Герман Васильевич
- Билаонов, Павел Семёнович
- Бицаев, Сергей Владимирович
- Бондарь, Александр Алексеевич
- Бунимович, Юрий Эммануилович
- Бутаев, Георгий Данилович
- Бибоев, Георгий Мусаевич

## Г
- Гагиев, Александр Максимович
- Гагкаев, Алихан Андреевич
- Галкин, Виктор Павлович
- Гончаров, Николай Андреевич

## Д
- Давыдов, Ладо Шириншаевич
- Дзусов, Ибрагим Магометович
- Доев, Давид Тебоевич
- Дронов, Никита Дорофеевич
- Доев, Ахсарбек Баевич

## К
- Калоев, Александр Александрович
- Калоев, Георгий Александрович
- Караев, Александр Акимович
- Карасев, Александр Никитович
- Карсанов, Казбек Дрисович
- Кесаев, Астан Николаевич
- Кибизов, Александр Николаевич
- Клиновой, Алексей Михайлович
- Коберидзе, Ермолай Григорьевич
- Коблов, Сергей Константинович
- Козаев, Александр Борисович
- Козонов, Сардион Давидович
- Коняхин, Василий Дмитриевич
- Корнеев, Григорий Иванович
- Кочиев, Константин Георгиевич
- Кцоев, Пётр Наликович

## Л
- Ларионов, Василий Петрович

## М
- Макоев, Алихан Амурханович
- Мамсуров, Хаджиумар Джиорович
- Масленников, Пётр Владимирович
- Машков, Игорь Анатольевич
- Мильдзихов, Хаджимурза Заурбекович
- Митькин, Борис Викторович
- Мнацаканов, Александр Сидорович
- Моргоев, Бек Хаджимусаевич

## Н
- Недвижай, Иван Макарович
- Николаев, Василий Семёнович

## О
- Окунев, Григорий Селиверстович
- Орищенко, Николай Николаевич
- Остаев, Алексей Егорович

## П
- Пасынков, Григорий Васильевич
- Плиев, Исса Александрович — Дважды Герой

## С
- Сабанов, Григорий Луарсабович
- Сагайдачный, Юрий Михайлович
- Селютин, Аркадий Михайлович

## Т
- Тогузов, Каурбек Темболатович

## Ф
- Фесин, Иван Иванович — Дважды Герой

## Х
- Хетагуров, Георгий Иванович
- Ходов, Константин Елизарович
- Хадонов Ехья Асламурзаевич

## Ц
- Цоколаев, Геннадий Дмитриевич
- Цховребов, Иван Давидович

## Ч
- Чочиев, Василий Семёнович

## Ш
- Шапошников, Яков Фёдорович

## Ю
- Юльев, Александр Николаевич